# Phyllopezus periosus
A lagartixa da Paraíba, lagartixa da caatinga ou  Phyllopezus periosus, é uma espécie de lagarto da família Phyllodactylidae. A espécie é endêmica do Brasil.

## Etimologia
O nome específico, periosus, é latino do grego περισσότερο, que significa "grande, enorme". O nome comum, "lagartixa da Paraíba", refere-se ao estado brasileiro da Paraíba .

## Alcance geográfico
P. periosus é encontrado nos estados brasileiros de Alagoas, Bahia, Ceará, Paraíba, Pernambuco e Rio Grande do Norte.

## Descrição
Dorsalmente, o P. periosus tem seis ou sete barras transversais, marrom-escuras, de forma irregular, em uma cor de fundo cinza claro. Ventralmente, os adultos são amarelos dourados, mas os juvenis são brancos leitosos.
O comprimento médio do focinho à cloaca (em ingles, snout-to-vent length, SVL) é 8 centímetros, mas pode chegar a 11 centímetros.

## Alimentação
O P. periosus preda insetos e aranhas.

## Reprodução
O P. periosus é ovíparo.